# Sušica (Słowenia)
Sušica – wieś w Słowenii, w gminie Ivančna Gorica. W 2018 roku liczyła 106 mieszkańców.